# Vaporitzador (extractor)
Un vaporitzador és un dispositiu d'extracció d'olis essencials. En lloc de la combustió del material el vaporitzador utilitza la calor per a evaporar les substàncies actives.
Durant el procediment de vaporització, els materials vegetals s'exposen al corrent de l'aire calent per la qual cosa el contingut (components actius i aromes) es vaporitza gràcies a l'acció tèrmica controlada, la qual a penes sobrepassa a la temperatura de vaporització de les substàncies; després, el contingut passa a l'aire per a poder així ser inhalat. Com que el material vegetal no es crema, és la manera més sana que hi ha i a més econòmica: el procediment de vaporització es pot repetir diverses vegades amb el mateix contingut. La inhalació és el millor mètode per a l'administració dels components actius. Com que l'efecte és instantani els utilitzadors poden fer-ne tantes ensumades com sigui necessari sense excés o intoxicació.
Abans de tot, la quota de les vapors de l'aroma i dels components actius depèn de la consistència (qualitat) i de la dosi (quantitat) de les plantes. Altres factors importants són la grandària de la superfície dels materials vegetals i la temperatura de vaporització.
Sobre la quantitat dels principis actius vaporitzats es pot influenciar a través dels següents:
1. Qualitat: La concentració dels principis actius continguts en el respectiu material.
2. Quantitat: La quantitat del material vegetal exposat al corrent d'aire.
3. Superfície: Com més finament triturades siguin les plantes, tant més gran serà la superfície de la qual es poden vaporitzar les aromes i principis actius durant el procés d'evaporació.
4. Temperatura: Com més alta sigui la temperatura, tant més aromes i principis actius es vaporitzen alhora en el mateix procés.

Segons Rick Doblin, President de MAPS, la concentració dels components actius en el Cannabis és tant més fort com més s'acosti la temperatura d'evaporació a la temperatura de combustió (per damunt a 235 °C).

## Taula de la temperatura de vaporització
| Planta     | Nom botànic            | Part utilitzada | Temperatura     |
| ---------- | ---------------------- | --------------- | --------------- |
| Eucaliptus | Eucalyptus globulus    | les fulles      | 130 °C (266 °F) |
| Llúpol     | Humulus lupulus        | pinyes          | 154 °C (309 °F) |
| Camamil·la | Matriarca chamomilla   | flors           | 190 °C (374 °F) |
| Lavanda    | Lavendula angustifolia | fulles          | 130 °C (266 °F) |
| Melissa    | Melissa officinalis    | fulles          | 142 °C (288 °F) |
| Sàlvia     | Sàlvia officinalis     | fulles          | 190 °C (374 °F) |
| Farigola   | Thymus vulgaris        | fulles          | 190 °C (374 °F) |

## Tipus de Vaporitzadors
El món dels vaporitzadors actualment s'ha desenvolupat molt, hi ha en el mercat un gran nombre de marques amb models diferents però en general es poden separar principalment en dues categories:
1. Vaporitzadors portàtils: Són aquells que disposen d'una bateria i ens permeten usar-los en qualsevol lloc. Són els més típics i avui dia hi ha alguns amb formes i materials sorprenents i grandàries molt reduïdes
2. Vaporitzadors de sobretaula: Són vaporitzadors que han d'anar endollats al corrent per a usar-los, generalment es pot atènyer temperatures més constants i millor vapor.

## Variants
Estimulats pels dos alemanys Storz & Bickel, principiadors del desenvolupament del vaporitzador Volcano, aviat van aparèixer moltes variants del 'Vaporizer'. Altres models que es troben en el mercat són: el "BC Vaporizer", una versió molt simplificada i de baix preu així com el petit "Vapman", però fins avui el vaporitzador més prestigiós és el vaporitzador Volcano.[cita 
També van aparèixer al mercat vaporitzadors portàtils com el "Iolite" el qual no posseeix piles ni cables per al seu ús i és de la grandària d'un telèfon mòbil.

## Estudis científics
Segons un estudi independent de l'any 2003, del Labor Chemic Labs, Massachusetts, es va comprovar que la vapor del vaporitzador és 98% menys cancerígena i nociva que el fum del cigar principalment perquè no obra pas en combustió si no amb una evaporació lliure de les toxines típiques en comparació amb fumar

## Evaporadors per a cigarretes electròniques
La cigarreta electrònica és un evaporador portàtil amb bateries que imita el fumar, proporcionant alguns dels aspectes conductuals de fumar, incloent portar la mà a la boca mentre es fuma, però sense cremar tabac. La primera cigarreta electrònica va ser llançada el 2003 per la companyia Ryan (Xina). No obstant això, els models comercials destinats a la venda van aparèixer molt més tard (el 2008). L’ús de la cigarreta electrònica es coneix com a "vaping", i l'usuari es diu "vaper". En comptes de fumar de cigarreta, l’usuari inhala un aerosol, generalment conegut com a vapor. Les cigarretes electròniques normalment tenen un element de calefacció que atomitza una solució líquida anomenada e-líquid. Les cigarretes electròniques poden activar-se automàticament quan es fa una inhalació; altres s’encenen manualment prement un botó. Algunes cigarretes electròniques s’assemblen a les cigarretes tradicionals, però es presenten en moltes variacions. La majoria de les versions són reutilitzables, encara que algunes són d’un sol ús. Hi ha dispositius de primera generació, de segona generació, de tercera generació, i de quarta generació. Els e-líquids generalment contenen propilenglicol, glicerina, nicotina, aromes, additius i quantitats variables de contaminants. Els e-líquids també es venen sense propilenglicol, nicotina, o aromes.
Els beneficis i riscos per a la salut de les cigarretes electròniques són clars. Hi ha proves preliminars que poden ajudar a les persones a deixar de fumar, encara que no s'ha demostrat que siguin més efectives que els medicaments per deixar de fumar. Hi ha preocupació per la possibilitat que no fumadors i nens comencin a consumir nicotina a través de les cigarretes electròniques en taxes més altes del que es preveia, que si mai no haguessin estat creades. Després de la possibilitat de desenvolupar dependència de nicotina per l'ús de cigarretes electròniques, hi ha preocupació que els nens puguin començar a fumar cigarretes. Els joves que utilitzen cigarretes electròniques tenen més probabilitats de continuar fumant cigarretes. El seu paper en la reducció del dany del tabac no és clar, mentre que un altre estudi ha demostrat que sembla que tenen potencial per reduir la mortalitat i les malalties relacionades amb el tabac. Les conseqüències a llarg termini de l'ús de cigarretes electròniques són desconegudes. El 2016 es va informar d'un baix risc d'efectes secundaris greus. Els efectes secundaris menys greus inclouen dolor abdominal, mal de cap, visió borrosa, irritació de la gola i la boca, vòmit, nàusees i tos. La nicotina en si mateixa està associada a algun mal per a la salut.

## Efectes sobre la salut respiratòria
Diverses investigacions recents han demostrat que la vaporització d’herbes seques redueix dràsticament l'exposició als subproductes tòxics associats amb la combustió. Un estudi publicat al Journal of Cannabis in Medicine va comparar els compostos inhalats mitjançant fum de cànnabis amb els del vapor produït per un vaporitzador mèdic (Volcano), i va revelar que el vapor contenia un 94,8% de compostos beneficiosos i pràcticament cap substància tòxica, mentre que el fum contenia més de 100 compostos diferents, un 88% dels quals eren subproductes de la combustió potencialment nocius.
Aquesta diferència química es tradueix en beneficis clínics mesurables. Assaigs clínics revisats per parells, com els dirigits pel Center for Medicinal Cannabis Research de la Universitat de Califòrnia, mostren que els pacients que canvien de fumar a vaporitzar experimenten una millora significativa en la funció pulmonar, una reducció dels símptomes respiratoris i una millor qualitat de vida.
A més, la vaporització evita la formació de compostos com el monòxid de carboni, l’alquitrà i els hidrocarburs aromàtics policíclics (PAHs), coneguts pels seus efectes nocius sobre la salut respiratòria.